# Waldemar Dąbrowski
Waldemar Piotr Dąbrowski (ur. 23 sierpnia 1951 w Radzyminie) – polski animator kultury i polityk, w latach 2002–2005 minister kultury, dyrektor Teatru Wielkiego – Opery Narodowej w Warszawie w latach 1998–2002 i ponownie od 2008.

## Życiorys
Ukończył studia na Wydziale Elektroniki Politechniki Warszawskiej. Był stypendystą British Council, Instytutu Goethego oraz Departamentu Stanu USA. Ukończył również Executive Programme for Leaders in Development na Uniwersytecie Harvarda.
W latach 1973–1978 był założycielem i dyrektorem klubu Riviera-Remont. Od 1979 do 1981 zajmował stanowisko wicedyrektora Wydziału Kultury w Urzędzie Miasta Stołecznego Warszawy. W 1982 (wraz z Jerzym Grzegorzewskim) objął kierownictwo Centrum Sztuki Studio w tym mieście. Zajmował się promowaniem artystów polskiego teatru, muzyki i plastyki. Jako producent przyczynił się do powstania ponad siedemdziesięciu spektakli Teatru Studio.
W latach 1988–1990 zasiadał w Stołecznej Radzie Narodowej. W latach 1990–1994 zajmował stanowiska podsekretarza stanu w Ministerstwie Kultury i Sztuki oraz przewodniczącego Komitetu Kinematografii. Zainicjował wówczas Festiwal Gwiazd w Międzyzdrojach. Następnie do 1998 stał na czele zarządu Państwowej Agencji Inwestycji Zagranicznych.
W okresie od września 1998 do lipca 2002 pełnił funkcję dyrektora Teatru Wielkiego – Opery Narodowej w Warszawie (wraz z Jackiem Kaspszykiem). Był wówczas m.in. pomysłodawcą umieszczenia na frontonie budynku teatru monumentalnej rzeźby Kwadrygi Apollina (2002). Został także prezesem Towarzystwa Zachęty Sztuk Pięknych i honorowym prezesem Polskiego Związku Golfa. Zasiadał w radzie nadzorczej TUiR „Warta”.
6 lipca 2002 objął stanowisko ministra kultury w rządzie Leszka Millera, a od 2 maja 2004 do 31 października 2005 sprawował ten urząd w rządach Marka Belki. W okresie pełnienia tej funkcji doszło do uchwalenia nowej ustawy o kinematografii ustanawiającej Polski Instytut Sztuki Filmowej. W związku z planowanym Rokiem Chopinowskim zainicjował program Chopin 2010, przeorganizował Narodowy Instytut Fryderyka Chopina, który przejął odpowiedzialność za nowo powstające Muzeum Fryderyka Chopina w Warszawie oraz jego oddział w Żelazowej Woli. Powołał również Instytut Teatralny i Instytut Książki, którego zadaniem stało się popularyzowanie polskich książek i ich autorów czy prezentacja literatury polskiej za granicą.
1 października 2008 został ponownie dyrektorem Teatru Wielkiego – Opery Narodowej w Warszawie. Z jego inicjatywy 29 kwietnia 2009 minister kultury i dziedzictwa narodowego Bogdan Zdrojewski wyodrębnił balet w strukturze teatru jako oddzielny pion artystyczny i podniósł go do rangi Polskiego Baletu Narodowego pod dyrekcją Krzysztofa Pastora. W listopadzie 2010 został wybrany w Monachium w skład zarządu OPERA EUROPA, forum zrzeszającego profesjonalne europejskie teatry operowe. Był członkiem komitetu poparcia Bronisława Komorowskiego przed przyspieszonymi wyborami prezydenckimi w 2010. W tym samym roku minister Bogdan Zdrojewski powierzył mu obowiązki dyrektora Narodowego Instytutu Fryderyka Chopina, które pełnił do 2011. W 2012 objął także stanowisko pełnomocnika ministra kultury i dziedzictwa narodowego do spraw Muzeum Historii Żydów Polskich w Warszawie. W latach 2013–2018 był członkiem Rady Muzeum przy tej placówce. Wchodził też w skład Rady Powierniczej Zamku Królewskiego w Warszawie. W 2017 został mianowany pełnomocnikiem ds. organizacji obchodów Roku Stanisława Moniuszki, ustanowionego na 2019 uchwałą Sejmu RP.

## Życie prywatne
Jest wdowcem. Jego żoną była artystka plastyk Marzena Talar-Dąbrowska (1956–2019). Ojciec Marty, która została aktorką.

## Odznaczenia i wyróżnienia
Ordery i odznaczenia
- Krzyż Komandorski Orderu Odrodzenia Polski (2015)[14]
- Krzyż Oficerski Orderu Odrodzenia Polski (2014)[15][16]
- Krzyż Kawalerski Orderu Odrodzenia Polski (2011)[17]
- Złoty Medal „Zasłużony Kulturze Gloria Artis” (2011)[18]
- Odznaka Zasłużony dla Warszawy[6]
- Order Księcia Jarosława Mądrego III stopnia (2004, Ukraina)[19]
- Rycerz Komandor Orderu Imperium Brytyjskiego (2004, Wielka Brytania)[20]
- Order Przyjaźni (2014, Rosja)[21]
- Order Narodowy Legii Honorowej (Francja)[6]
- Komandor Orderu Sztuki i Literatury (Francja)[6]
- Krzyż Wielkiego Oficera Orderu Zasługi RFN (Niemcy)[6]

Nagrody i wyróżnienia
- Tytuły honorowego obywatela Pacanowa (2004)[22], Międzyzdrojów (2004)[23] i województwa opolskiego (2006)[24]
- Doktorat honoris causa Keimyung University (Korea Południowa, 2009)[6]
- Specjalny Feliks Warszawski „za rozwój nowoczesnej sceny operowej” (2010)[25]
- Nagrody Mediów Niptel 2010 (2010)[26]
- Specjalna Perła Honorowa za całokształt dokonań na rzecz promocji polskiej gospodarki i kultury (2013)[27]
- Gustaw, nagroda Związku Artystów Scen Polskich (2016)[28]
- Nagroda 100-lecia ZAiKS-u (2018)[29]
- Medal Uznania Fundacji Kościuszkowskiej (2023)[30]